# Viola grypoceras
Viola grypoceras là một loài thực vật có hoa trong họ Hoa tím. Loài này được A. Gray miêu tả khoa học đầu tiên năm 1856.

## Hình ảnh

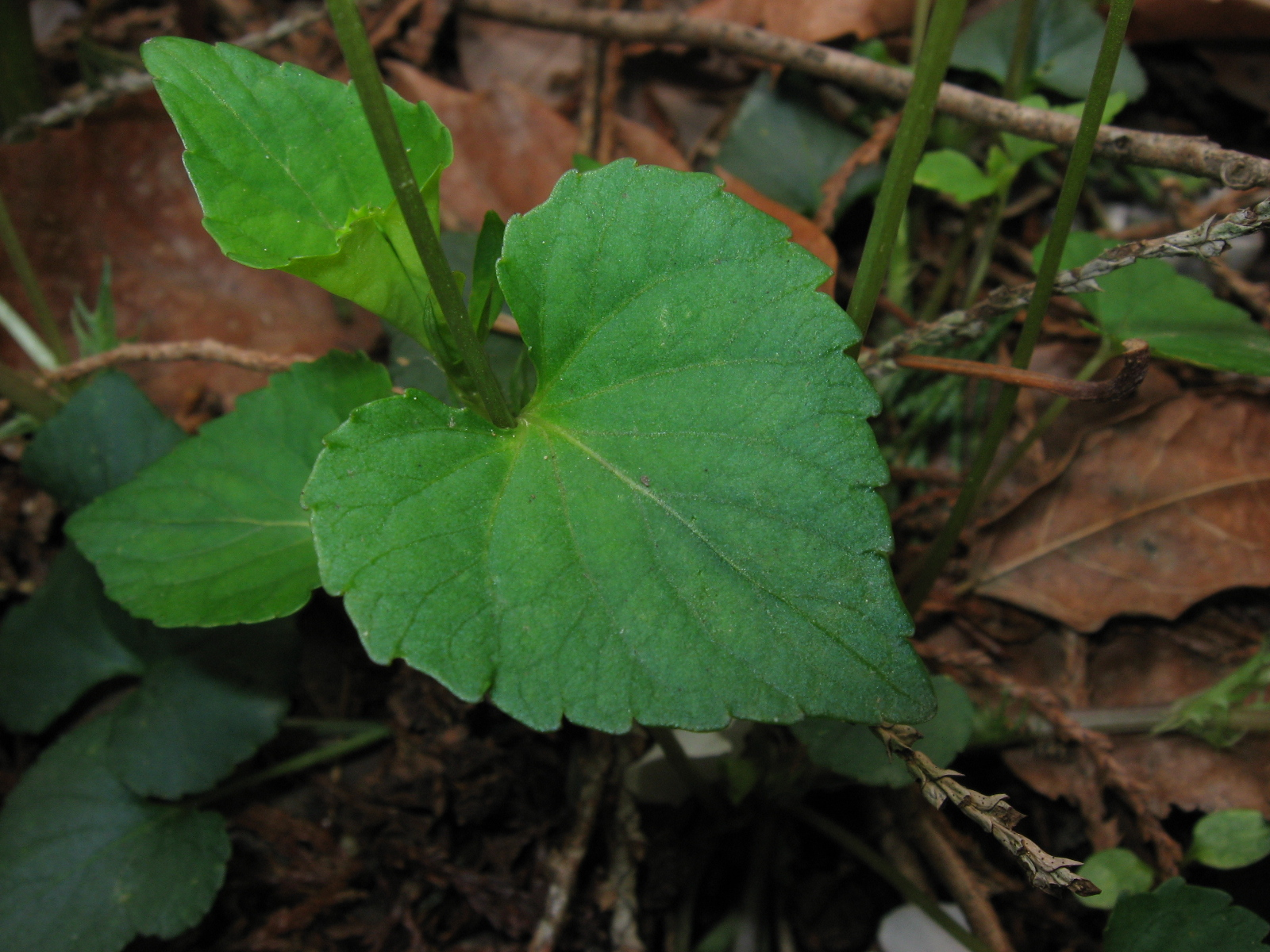
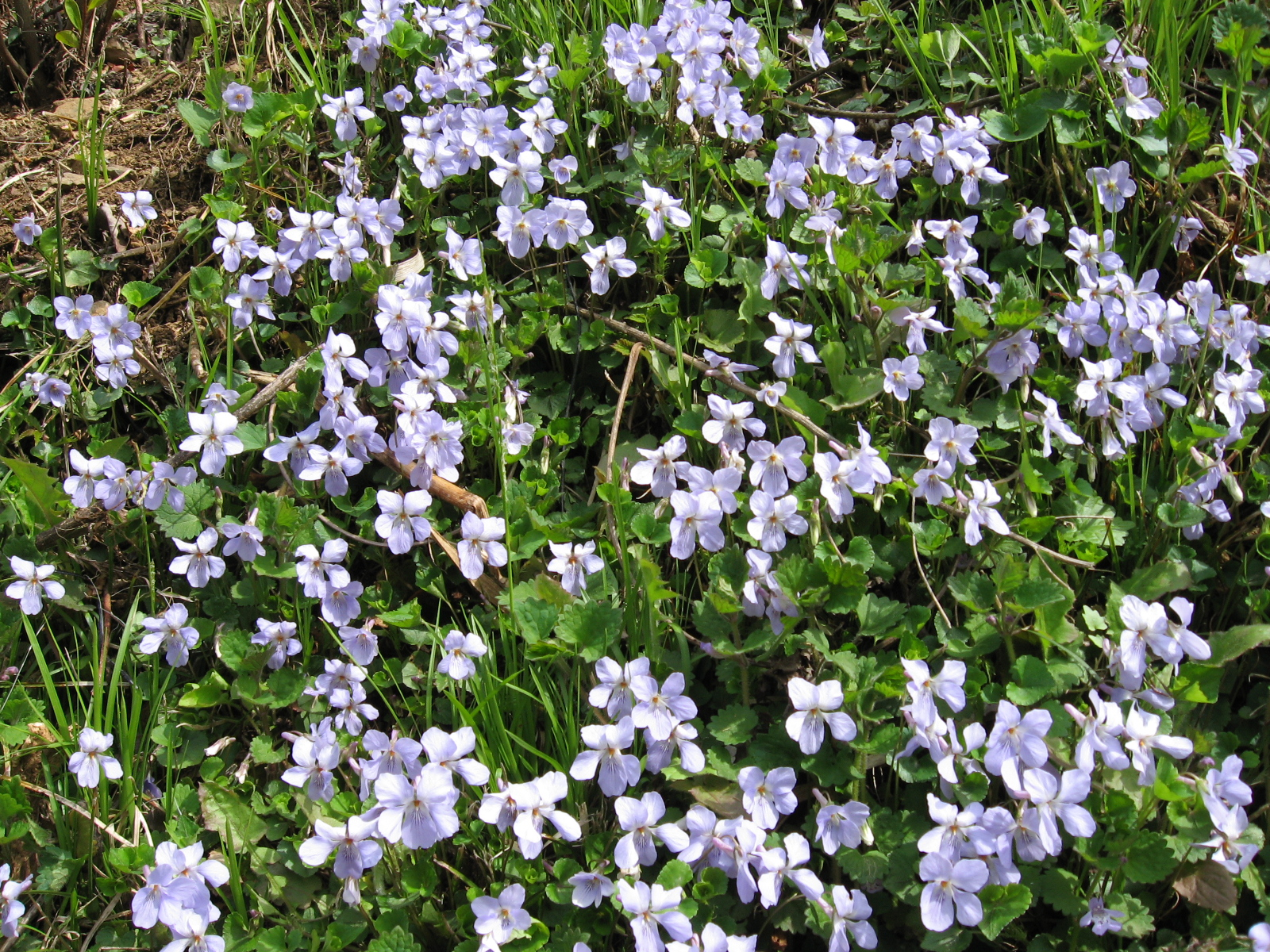
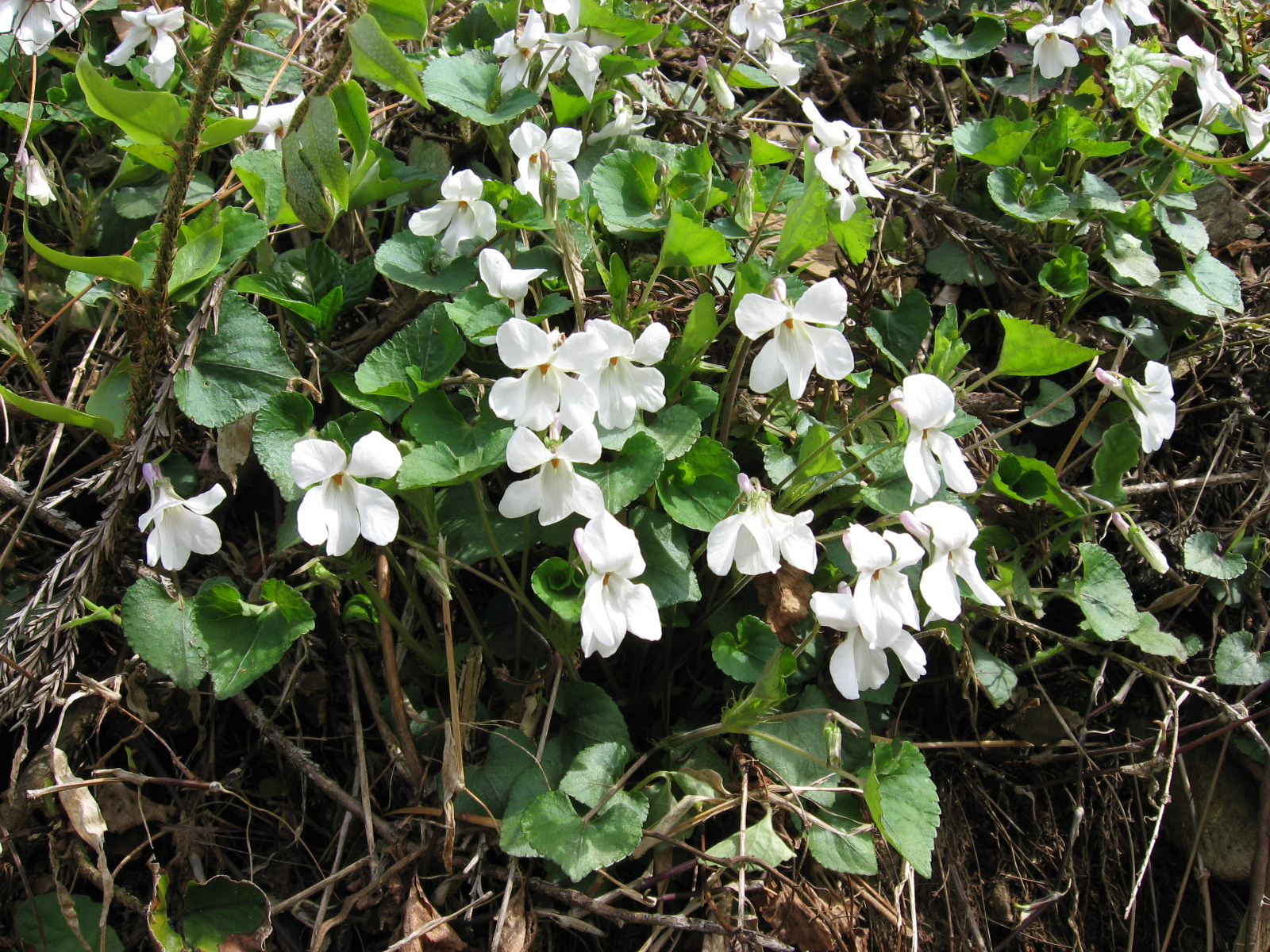
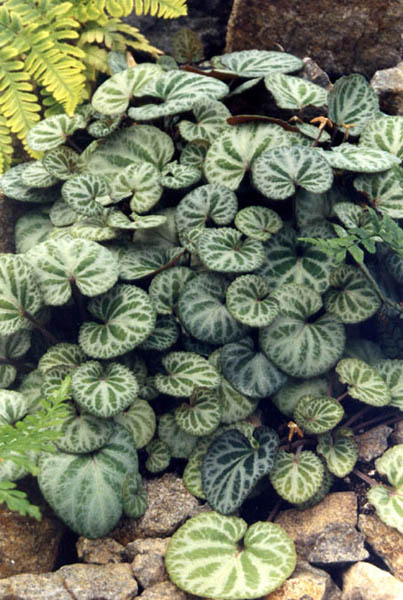